# Pat Dean
Pour les articles homonymes, voir Dean.
Patrick Michael Dean (né le 25 mai 1989 à Waterbury, Connecticut, États-Unis) est un lanceur gaucher de baseball qui a joué en Ligue majeure de baseball pour les Twins du Minnesota en 2016 avant de remporter le championnat de Corée du Sud de baseball avec les Kia Tigers l'année suivante.

## Carrière
Joueur des Eagles du Boston College, Pat Dean est choisi par les Twins du Minnesota au 3e tour de sélection du repêchage de 2010.
Il joue dans la Ligue majeure de baseball avec Minnesota, faisant ses débuts le 11 mai 2016. Durant la saison 2016, il joue 19 matchs, dont 9 comme lanceur partant. Il en remporte un et encaisse 6 défaites. En 67 manches et un tiers lancées pour les Twins, sa moyenne de points mérités se chiffre à 6,28.
En 2017, il joue pour les Kia Tigers de l'Organisation coréenne de baseball.